# Der Überläufer (Film)
Der Überläufer ist ein Fernsehfilm des Regisseurs Florian Gallenberger, lose angelehnt an die Handlung des gleichnamigen Romans von Siegfried Lenz, der in zwei Folgen am 8. und 10. April 2020 im Ersten erstmals ausgestrahlt wurde.

## Handlung

### Teil 1
Gegen den Willen seiner Schwester und seines Schwagers, die ihn auf ihrem Hof verstecken wollen, begibt sich im Juli 1944 der junge Wehrmachtssoldat Walter Proska von Pommern zurück zu seiner Kompanie bei Grajewo. Er fährt mit einem Versorgungszug und lässt unerlaubt die junge Polin Wanda einsteigen. Sie flirten miteinander; Wanda fährt nur ein kurzes Stück mit und hinterlässt ein Gefäß angeblich mit der Asche ihres toten Bruders. Doch als es Walter von einer Eisenbahnbrücke aus in einen Fluss wirft, explodiert es – diese Sprengladung sollte bei der nachfolgenden Explosion, mit der Partisanen den Zug entgleisen lassen, begleitende Soldaten ausschalten. Walter überlebt als einziger und wird von einem Wehrmachtsangehörigen aufgegriffen, der zu einem Trupp gehört, der diese Bahnlinie in den Rokitnosümpfen zu sichern hat. Da Walter wegen des zerstörten Gleises nicht weitergelangen kann, soll er sich nach Weisung seiner Einheit diesem Posten anschließen.
Das Kommando führt der zynische Unteroffizier Wilhelm Stehauf, der ungeachtet der Bedrohung durch eine Überzahl an polnischen Partisanen nicht nur seine Untergebenen rücksichtslos schikaniert, sondern auch polnische Zivilisten: einen zufällig festgenommenen harmlosen Pfarrer lässt er zum Schein laufen und erschießt ihn von hinten.
Walter und die Partisanin Wanda begegnen sich im Wald wieder und haben Sex, bei der Rückkehr erschießt Walter einen einzelnen Partisanen. Erneut trifft er Wanda, als er mit der Reparatur des Feldkabels nach Grajewo beauftragt ist. Sie erzählt ihm, die Reparatur sei zwecklos, da die Kompanie Grajewo bereits vor der herannahenden Front verlassen hat. In die entgegengesetzte Richtung setzt sich nun sein Kamerad, der regimekritische Wolfgang Kürschner, ab, während die Partisanen den Posten mit allen anderen Soldaten hochnehmen. Walter erfährt, dass er Wandas Bruder erschossen hat. Wanda betäubt seine Ohren mit Pistolenschüssen und lässt ihn laufen; nicht lange danach nehmen ihn russische Soldaten gefangen.

### Teil 2
Im März 1945 soll in einem russischen Kriegsgefangenenlager in Schlesien Walter aufgrund einer Fußverletzung getötet werden, wird jedoch vom übergelaufenen Wolfgang entdeckt. Sein Vorgesetzter ist bereit, ihn auf Wolfgangs Ersuchen gleichfalls als Überläufer aufzunehmen. Nach seiner Genesung muss Walter an die Front, um über Lautsprecher kämpfende deutsche Soldaten zum Aufgeben zu bewegen. Die Bewährung gelingt, doch bleibt Walter im Unklaren, ob das Leben der durch ihn von der Roten Armee gemachten Gefangenen tatsächlich verschont wurde. Auf einem Fest der Kommandantur singt die von den Russen festgesetzte Wanda. Nachdem sie und Walter die Nacht miteinander verbracht haben, überredet Walter sie zur gemeinsamen Flucht. Doch Wolfgang, der sich für Walter verbürgt hatte, verhindert dies. Später führt Walter seine russische Einheit an seinem elterlichen Hof vorbei und sieht nach dem Rechten. Als Feuer eröffnet wird, erschießt Walter einen hinter einem Scheunentor stehenden Schützen – es ist sein Schwager. Seiner im Haus versteckten Schwester kann er dies nicht sagen; sie wird abtransportiert.
Zeitsprung: Nach der Kapitulation machen Walter und Wolfgang in Ostberlin beim Aufbau des sozialistischen Staates Karriere, wobei Wolfgang, mittlerweile überzeugter Sozialist, nun Walters Vorgesetzter ist. Dass Walter, zuständig für das Ausstellen von Passierscheinen in den Westen, nach Ansicht ihrer Vorgesetzten zu großzügig ist, da er zu wenige „Böse“ aussiebt, bringt beide unter Druck. Wolfgang schützt Walter zwar weiterhin, kritisiert ihn jedoch scharf.
Eines Tages erscheint Wilhelm Stehauf in Walters Büro, um einen Passierschein zu beantragen. Die beiden erkennen einander sofort wieder. Walter widersteht seinem ersten Impuls, Stehauf jetzt alles Erlittene heimzuzahlen, um sich nicht auf dessen Niveau zu begeben. Damit stellt er sich gegen Wolfgang, in dessen Augen Stehauf eindeutig zu denen gehört, die weggesperrt gehören. Wolfgang stellt Walter ein Wiedersehen mit Wanda in Aussicht, wenn er dafür Stehauf ans Messer liefert. Er lässt sich zunächst darauf ein, doch dann erfährt er von seiner Sekretärin Hildegard „Hilde“ Roth, die an ihm auch persönlich interessiert ist, dass es keinerlei Nachforschungen nach Wanda gibt, und befreit Stehauf wieder aus der Haft, wird jedoch dabei von Wolfgang überrascht, der Stehauf kurzerhand erschießen lässt. Hilde überredet Walter, sofort mit ihr in den Westen zu fliehen, da Wolfgang ihn nicht mehr schützen werde. Die Flucht gelingt knapp.
Die letzte Szene spielt im Mai 1956. Hilde und Walter leben in Hamburg und haben zwei Kinder. Eines Abends sehen sie zufällig in einer TV-Musiksendung des NDR eine Darbietung von Wanda. Darauf verlässt Walter wie benommen das Haus, Hilde bleibt verstört zurück.

## Produktion
Der Film wurde vom 5. Juni 2019 bis zum 31. August 2019 in Polen und Deutschland gedreht. Als Sprachcoach fungierte Volha Aliseichyk.

## Rezeption

### Kritiken
„Drehbuchautor Bernd Lange und Regisseur Florian Gallenberger sind klug genug, ganz dicht bei ihrem Protagonisten zu bleiben. Sie stellen nicht etwa relativistisch das Nazi-Regime gegen die Sowjet-Herrschaft, sondern zeichnen aus der Perspektive ihres Protagonisten dessen Empörung gegenüber dem einen wie dem anderen dar. Aber gerade in der Rigorosität, mit der die Filmemacher Walter, dem notorischen Überläufer, dem Flitzer zwischen den Systemen, eng auf den Fersen bleiben, bringen sie die Unbehaustheit der jungen Kriegsjahrgänge auf den Punkt.“

### Einschaltquoten
Die Erstausstrahlung des ersten Teils von Der Überläufer am 8. April 2020 erreichte in Deutschland 4,68 Millionen Zuschauer und einen Marktanteil von 13,9 % für Das Erste, zwei Tage später erzielte der zweite Teil 4,22 Millionen Zuschauer und 11,4 %.

### Auszeichnungen
- 2020: Seoul International Drama Awards – Bester Fernsehfilm[7][8]